# عصير راني
راني هي العلامة التجارية للعصير الذي جاء من الشرق الأوسط كجزء من شركة العوجان الصناعية في المملكة العربية السعودية وواحدة من المشروبات الأكثر شهرة في العالم.

## تاريخ
تأسست مجموعة العوجان الصناعية في البحرين في عام 1905 على يد رجل الأعمال السعودي عبد الله العوجان مع ثلاثة من إخوته، كانت في البداية تنتج بعض السلع الغذائية والمواد مثل الأرز والتبغ ولم تدخل مجال صناعة المشروبات سوى في عام 1928 حين حصلت على امتياز تجاري حصري بتوزيع العلامة التجارية لمنتجات فيمتو في منطقة الشرق الأوسط، ثم وسعت أنشطتها بعد ذلك في مجال صناعة وإنتاج وبيع المرطبات فأنشأت أول مصنع لها في مدينة الدمام بالمملكة العربية السعودية. اشترت الشركة بعد ذلك ترخيص توزيع العلامة التجارية لمشروب الشعير الخالي من الكحول باربيكان الذي تنتجه شركة باس للبيرة في المملكة المتحدة في عام 1983، وكان الترخيص يسمح لها ببيع منتجات باربيكان في مناطق محددة قبل أن تستحوذ على العلامة التجارية للمشروب بالكامل في عام 2010 وتبدأ في تصنيعها في مدينة دبي بالامارات العربية المتحدة.
ظهر مشروب راني الأول في عام 1982 كمشروب من عصير الفواكه، وكان المنتج الأول بنكهة وحبيبات البرتقال وقد استوحاه رجل الأعمال السعودي ورئيس مجلس إدارة شركة العوجان كوكا كولا للمرطبات من مشروب مماثل بنكهة اليوسفي كان قد تذوقه أثناء تواجده في اليابان في إحدى المرات. كان عصير راني من أولى العلامات التجارية التي قدمتها مجموعة العوجان الصناعية التي تحولت فيما بعد إلى شركة العوجان كوكا كولا للمرطبات في أسواق آسيا والشرق الأوسط وشمال إفريقيا. شكلت مبيعات عصائر راني في عام 2011 نحو 84٪ من مبيعات الشركة.
استحوذت شركة كوكا كولا الأمريكية للمشروبات في 24 سبتمبر 2012 على 50٪ من شركة العوجان لتصنيع وتعبئة وتوزيع المشروبات مقابل 980 مليون دولارًا أمريكيًا، وكونا معًا شركة العوجان كوكاكولا للمشروبات.
احتفلت شركة العوجان كوكاكولا للمشروبات في مارس 2013 ببيع مليار علبة من عصير راني من إنتاج الشركة منذ بدأ الشراكة.

## صناعة
أطلق راني في عام 1982 لتكون العلامة التجارية لل شركة العوجان الصناعية، ومنعش الشرق الأوسط لأكثر من ربع قرن. لديه طريقة فريدة ل جعل عصير على نحو سلس . شهدت راني نموا هائلا ويباع في كثير من البلدان مثل المملكة العربية السعودية والإمارات العربية المتحدة ومصر والجزائر وايران وباكستان وسريلانكا وليبيا وغيرها

## العلامات التجارية والصناعات التحويلية

### العلامة التجارية لشركة راني
وكان راني جزء من شركة العوجان الصناعية من عام 1982 إلى عام 2012. وفي عام 2012، قدمت شركة كوكا كولا و شركة العوجان الصناعية شراكة والتي أسفرت عن تشكيل ACCBC (العوجان كوكا كولا شركة المشروبات). راني هو أيضا جزء من شركة يونيليفر العلامات التجارية.

### تصنيع راني
راني عصير يحتوي فيتامين C وغيرها من الامور مثل البروتين والكالسيوم. راني هو متاح حاليا في علب والزجاجات، زجاجات الحيوانات الأليفة والطوب الألياف.

## الأنواع والنكهات
تنتج الشركة حتى الآن ثلاثة أنواع من عصير راني هي:
- عصير فواكه راني
- عصير راني بحبيبات الفواكه
- عصير راني ريفريشمنتس[8]

تتوفر أنواع عصائر راني السالف ذكرها بالعديد من نكهات الفواكه المختلفة من بينها نكهات الفراولة، والعنب، والبرتقال، والتفاح، والمانجو والجوافة، والخوخ.

## روابط خارجية
- http://www.aujan.com/
- http://www.raniworld.com